# ソクチャン市
ソクチャン市 (ベトナム語：Thành phố Sóc Trăng / 城庯滀臻  発音) は、ベトナム南部ソクチャン省の省都。
民族構成は、ベトナムで多数派のキン族が最も多いが、かつてクメール人の支配地域だったこともあり、少数民族の中でもクメール人の割合が高いエリアである。また華人の住民も暮らしている。
街には国道1A号線が通っていて、ホーチミン、カントーなどと結ばれている。

## 行政区画
第1坊から第10坊で構成される。